# Granville Bantock
Sir Granville Ransome Bantock (ur. 7 sierpnia 1868 w Londynie, zm. 16 października 1946 tamże) – angielski kompozytor, dyrygent i pedagog.

## Życiorys
Syn lekarza. W latach 1889–1893 studiował w Królewskiej Akademii Muzycznej w Londynie, gdzie uczył się u Fredericka Cordera. Założyciel i wydawca ukazującego się w latach 1893–1896 czasopisma The New Quarterly Music Review. W 1900 roku osiadł w Birmingham, gdzie był dyrektorem szkoły muzycznej przy Midland Institute. Przyjaźnił się z Edwardem Elgarem, po którym objął w 1908 roku stanowisko profesora wydziału muzyki na Uniwersytecie w Birmingham, które piastował do 1934 roku. Jako dyrygent prowadził m.in. orkiestry w New Brighton, Liverpoolu i Birmingham. W swoim repertuarze koncertowym propagował twórczość kompozytorów brytyjskich.
W 1930 roku otrzymał tytuł szlachecki.

## Twórczość
Tworzył przede wszystkim monumentalne kompozycje orkiestrowe o charakterze programowym. Głównym źródłem jego inspiracji była tematyka orientalna, sięgał jednak także po motywy staroangielskie i greckie. Za najważniejsze dzieło Bantocka uchodzi kantata Omar Khayyám (1906–1909). Ponadto skomponował m.in. poemat symfoniczny Fifine at the Fair (1901), uwerturę Pierrot of the Minute (1908), Hebridean Symphony (1915), Pagan Symphony (1928), Celtic Symphony na smyczki i 6 harf (1940), opery Caedmar (1893), The Pearl of Iran (1894) i The Seal-Woman (1924), utwory na chór i orkiestrę Christus (1901), The Time Spirit (1902), The Pilgrim’s Progress (1928), The Sphinx (1941), utwory na chór Atalanta in Calydon (1911), Vanity of Vanities (1913), A Pageant of Human Life (1913), balet z udziałem chóru The Great God Pan (1919), 2 kwartety smyczkowe (1899, 1933), 2 sonaty wiolonczelowe (1940, 1945), 3 sonaty skrzypcowe (1929, 1932, 1940), sonatę altówkową (1919), cykle pieśni Sappho i Songs from the Chinese Poets.